# Pseudepipona cherkensis
Pseudepipona cherkensis är en stekelart som beskrevs av Giordani Soika. Pseudepipona cherkensis ingår i släktet Pseudepipona och familjen Eumenidae. Inga underarter finns listade i Catalogue of Life.